# Бокари (Ивановская область)
Бокари — деревня в Палехском районе Ивановской области, России. Входит в состав Пановского сельского поселения. 

## География
Расположена в северо-восточной части Палехского района в 14 км к северо-востоку от Палеха. Находится на окраине крупного села Паново.

## Население
| 1859 | 1905 | 2010 |
| ---- | ---- | ---- |
| 123  | ↗182 | ↘63  |

## Экономика
Основное предприятие — молочно-товарная ферма «Паново». Зерноток.